# 香春神社
香春神社（かわらじんじゃ）は福岡県田川郡香春町にある神社。式内小社、旧社格は県社。

## 概要
延喜式神名帳に記載されている豊前国の神社は六座だが、その半分にあたる三座が香春神社にある。
（残りの三座はすべて宇佐神宮内）三座は、辛国息長大姫大目神社、忍骨神社、豊比咩神社で、もともと香春三山（一ノ岳・二ノ岳・三ノ岳）の山頂にあった。
和銅2年（709年）に山頂の三社を現在地に移設したのが、現在の香春神社。古来より宇佐神宮と共に豊前国を代表する大神社だった。
辛国息長大姫大目神社と忍骨神社に正一位の神階が与えられたのは、承和10年（843年）で、これは奈良の大神神社（859年）、石上神宮（868年）、大和神社（897年）が正一位になった年よりはるかに早い。
平安時代初期における香春神社の社格は非常に高く、現在豊前国の一宮は、一般的に宇佐神宮とされているが、古い資料の中には香春神社を一宮と記しているものもある。
宮司は代々、赤染氏、鶴賀氏が務める。

## 祭神
- 辛国息長大姫大自命
- 忍骨命
- 豊比売命

『日本三代実録』は、豊比売命を辛国息長大姫大目命と同一している。
　
社前には、「第一座辛国息長大姫大自命は神代に唐土の経営に渡らせ給比、崇神天皇の御代に帰座せられ、豊前国鷹羽郡鹿原郷の第一の岳に鎮まり給ひ、第二座忍骨命は、天津日大御神の御子にて、其の荒魂は第二の岳に現示せらる。 第三座豊比売命は、神武天皇の外祖母、住吉大明神の御母にして、第三の岳に鎮まり給ふ」と書かれている。
『豊前国風土記』逸文には、辛国息長大姫大自命は、昔神羅より渡って来た神であると書かれている。
辛国息長大姫大自命と神功皇后との関連性は古くから議論されている。応神天皇の母で三韓征伐を行い、朝鮮半島支配に成功した神功皇后は、『古事記』において息長帯比売命・大帯比売命と記されている。辛国は三韓征伐を行った韓国に通じる。辛国息長大姫大自命と神功皇后の同一性が指摘されている。

## 神階
辛国息長大姫大自神社 - 正一位（承和10年）　
忍骨神社 - 正一位（承和10年）　
豊比咩神社 - 正二位（建仁元年）　

## 神紋
三階菱、小倉藩主小笠原氏から拝領したとの説がある。

## 建造物
- 本殿 - 神明流造

## 文化財

### 町指定文化財
- 香春神社文書・曼荼羅
- 香春神社本殿・拝殿・東回廊・石垣

## 主な行事
- 5月5日 - 例祭

## 交通
- JR九州日田彦山線香春駅より徒歩15分（1.2km）
- 九州自動車道小倉南インターチェンジより19㎞。東九州自動車道行橋インターチェンジより13.5㎞。